# Tummeliten
Tummeliten är det svenska namnet på flera europeiska folksagor; dels franska "Le Petit Poucet" av Charles Perrault, dels tyska "Daumesdick" från "Bröderna Grimms sagor", och dels den engelska folksagan "Tom Thumb".

## "Le Petit Poucet"

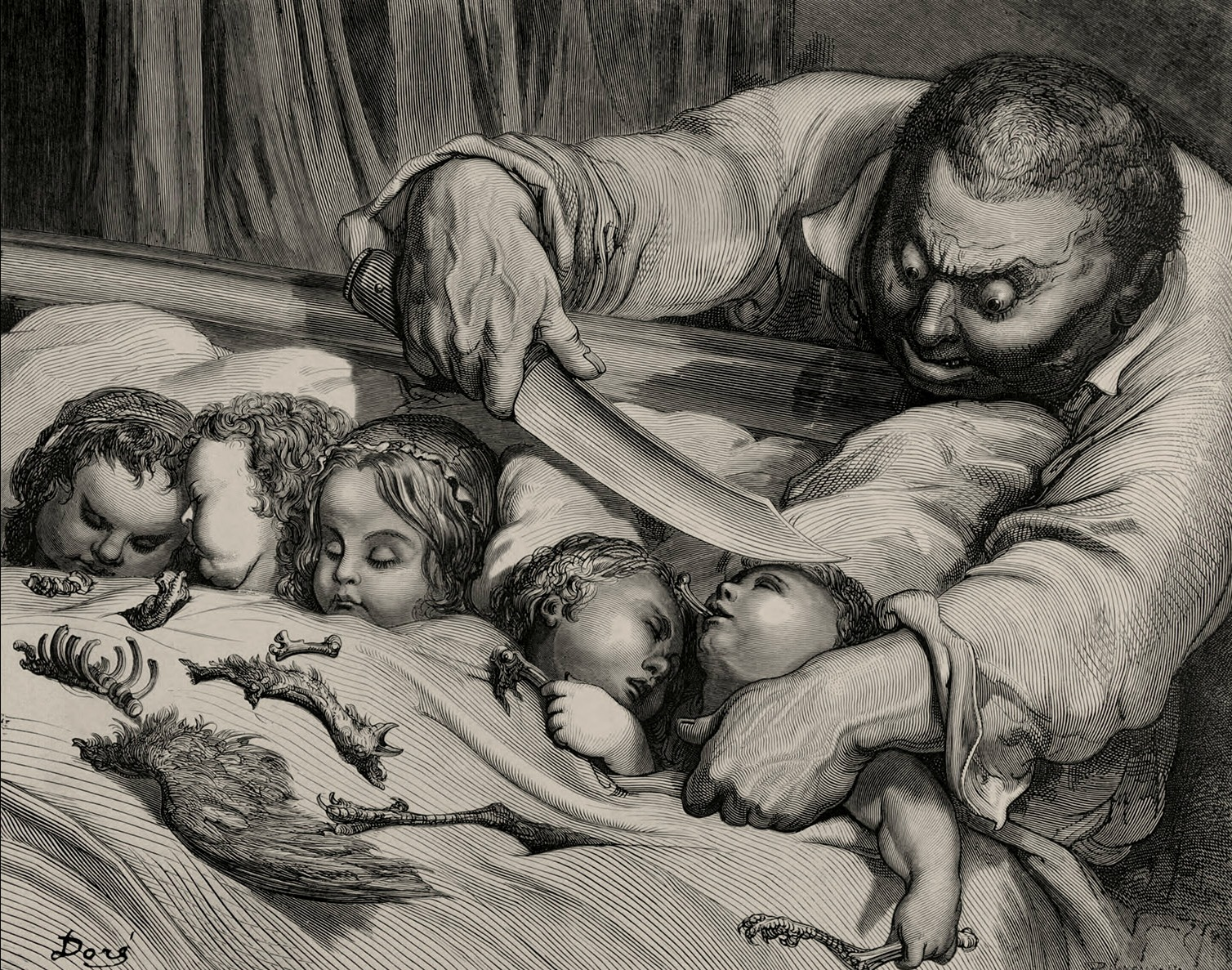
Den barnätande jätten av Gustave Doré.

I Charles Perraults Tummeliten (Le Petit Poucet), publicerad i Gåsmors sagor är titelfiguren en av sju söner till en fattig skogshuggare och dennes fru. När familjen hotas av hungersnöd sätts gossarna ut i skogen, men Tummeliten har samlat vita stenar som han emellanåt släppt i skogen och med ledning av dem kan gossarna hitta hem igen. Fattigdomen hejdas tillfälligt av att skogshuggaren får pengar av husbonden men snart hotas familjen återigen av hungersnöd. Denna gång lämnas gossarna i den mörkaste och tätaste delen av skogen, men Tummeliten har denna gång släppt brödsmulor efter sig. Fåglar äter dock upp smulorna och gossarna finner då en stuga med en jätte och dennes hustru. När jätten ska döda de sovande gossarna på natten har gossarna bytt huvudbonader med jättens sju döttrar och jätten dödar av misstag sina döttrar. Gossarna flyr, jagade av jätten, och när denne trött slumrar till en stund drar Tummeliten av honom sjumilastövlarna och sätter dem på sig själv. Tummeliten beger sig till jättens hustru, påstår att jätten är i fara och att hustrun ska ge honom allt deras guld och silver för att befria jätten från rövarna.
Ett alternativt slut är att Tummeliten med stövlarna går till hovet och med stövlarnas hjälp snabbt hinner rapportera nyheter om en krigshär. Detta leder till att Tummeliten får stora inkomster så att han kan återvända hem och göra sin släkt välmående.

## "Daumesdick"
Bröderna Grimms saga börjar med att ett fattigt, barnlöst bondepar får efter många års väntan en son, stor som en tumme: Tummeliten (Daumesdick). Trots sin storlek visar sig Tummeliten både listig och modig, och utnyttjar sin storlek till nytta för familjen.

## Övrigt
Det är också det svenska namnet på filmmusikalen Tom Thumb från 1958. Originalnamnet till trots är det en filmatisering av bröderna Grimms "Daumesdick", som vanligen översätts till "Thumbling" på engelska.